# Ish Smith
Ishmael "Ish" Larry Smith Junior  II (Charlotte, 5 de julho de 1988) é um jogador norte-americano de basquete profissional que atualmente joga pelo Denver Nuggets da National Basketball Association (NBA).
Ele jogou basquete universitário por Wake Forest e profissionalmente pelo Rio Grande Valley Vipers da G-League. Ele detém o recorde de jogar por mais franquias diferentes da NBA com 13.

## Carreira no ensino médio
Smith frequentou a Central Cabarrus High School. Em seu último ano, ele teve médias de 25 pontos e 10 assistências e levou a equipe a um recorde de 25-3 e ao título da Conferência MECA-6, que lhe rendeu o prêmio de Jogador do Ano da Conferência Meca-6 em 2006.
Quando ele se formou, ele foi classificado como o 28º melhor armador do país pela Rivals.com e o 24º melhor armador pela 247Sports.

## Carreira universitária
Smith jogou basquete universitário em Wake Forest, terminando em segundo lugar na lista de mais de assistências na história da universidade. Em seus quatro anos com a equipe, ele teve médias de 9,2 pontos, 5,1 assistências, 3,7 rebotes e 1,2 roubadas de bola em 121 jogos. Ele também se destaca como o único jogador na história da universidade com 1.000 pontos (1.114) e 600 assistências (612) em sua carreira.
Em sua última temporada, Smith teve médias de 13,2 pontos, 6,0 assistências, 4,9 rebotes e 1,6 roubos de bola e foi nomeado para a Segunda-Equipe da ACC.

## Carreira profissional

### Houston Rockets (2010–2011)
Depois de não ser selecionado no draft da NBA de 2010, Smith assinou um contrato de 2 anos e US$1.2 milhões com o Houston Rockets em 23 de agosto de 2010.
Em 17 de janeiro de 2011, ele foi designado para o Rio Grande Valley Vipers da D-League. Ele foi convocado pelos Rockets em 24 de janeiro, transferido em 1º de fevereiro e convocado novamente em 7 de fevereiro.

### Memphis Grizzlies (2011)
Em 24 de fevereiro de 2011, Smith foi negociado, junto com Shane Battier, com o Memphis Grizzlies em troca de Hasheem Thabeet, DeMarre Carroll e uma futura escolha de primeira rodada do draft.
Após a troca, Smith fez 15 jogos pelo Grizzlies na temporada de 2010-11 e foi dispensado em 14 de dezembro de 2011.

### Golden State Warriors (2011–2012)
Em 16 de dezembro de 2011, Smith foi contratado pelo Golden State Warriors. Em 28 de dezembro, ele foi titular dos Warriors em uma vitória contra o New York Knicks no lugar do lesionado Stephen Curry e registrou 11 pontos, 6 rebotes e 4 assistências.
Em 13 de janeiro de 2012, Smith foi dispensado pelos Warriors.

### Orlando Magic (2012–2013)
Em 2 de fevereiro de 2012, Smith assinou um contrato de 1 ano e US$522 mil com o Orlando Magic. Em 15 de agosto de 2012, ele assinou um contrato de 3 anos e US$2.8 milhões com o Magic.

### Milwaukee Bucks (2013)
Em 21 de fevereiro de 2013, Smith foi negociado, junto com JJ Redick e Gustavo Ayón, com o Milwaukee Bucks em troca de Beno Udrih, Doron Lamb e Tobias Harris.

### Phoenix Suns (2013–2014)
Em 29 de agosto de 2013, Smith e Viacheslav Kravtsov foram negociados com o Phoenix Suns em troca de Caron Butler.
Em seu terceiro jogo com os Suns, Smith produziu 8 assistências na vitória por 104-98 sobre o New Orleans Pelicans. Ele igualou o recorde de sua carreira em assistências em uma vitória por 116-100 sobre o Milwaukee Bucks em 4 de janeiro de 2014. Smith se tornou um dos três únicos reservas dos Suns desde a década de 1980 a ter pelo menos dois jogos de 8 assistências em menos de 20 minutos de jogo em uma única temporada; os outros são Jeff Hornacek e Goran Dragić. Em 21 de fevereiro de 2014, ele marcou 15 pontos na vitória por 106-85 sobre o San Antonio Spurs.
Em 15 de julho de 2014, ele foi dispensado pelos Suns.

### Oklahoma City Thunder (2014–2015)
Em 19 de julho de 2014, Smith assinou um contrato de 1 ano e US$981 mil com o Houston Rockets. Em 27 de outubro, ele foi dispensado dos Rockets depois de jogar em sete jogos de pré-temporada.
Em 7 de novembro de 2014, Smith assinou um contrato de 1 ano e US$923 mil com o Oklahoma City Thunder para ajudar a equipe a lidar com inúmeras lesões. O Thunder teve que usar uma isenção da NBA para contratá-lo, pois ele fez seu elenco ficar com 16 jogadores, um acima do limite permitido. Depois que a isenção da equipe expirou, Smith foi mantido e Sebastian Telfair foi dispensado.

### Philadelphia 76ers (2015)
Em 19 de fevereiro de 2015, Smith foi negociado, juntamente com Latavious Williams e uma escolha de segunda rodada do draft de 2015, para o New Orleans Pelicans em troca uma escolha de segunda rodada do draft de 2015. No mesmo dia, ele foi dispensado pelos Pelicans.
Em 22 de fevereiro de 2015, Smith foi contratado pelo Philadelphia 76ers. Em 2 de março de 2015, ele registrou 19 pontos e 9 assistências em uma derrota para o Toronto Raptors. Os números ofensivos dos 76ers melhoraram comprovadamente depois de adquirir Smith e Nerlens Noel se referiu a Smith como "o primeiro armador verdadeiro com quem eu já joguei". Em 11 de março e 1º de abril, ele marcou 23 pontos, o recorde de sua carreira.
Na temporada de 2014–15, ele teve suas melhores médias da carreira com 12,0 pontos e 6,1 assistências em 27,1 minutos.

### New Orleans Pelicans (2015)
Em 25 de setembro de 2015, Smith assinou um contrato de 1 ano e US$1.1 milhão com o Washington Wizards. Em 24 de outubro, ele foi dispensado pelo Wizards depois de jogar em cinco jogos de pré-temporada.
Em 26 de outubro, Smith foi contratado pelo New Orleans Pelicans e fez sua estreia pela equipe no dia seguinte. Em 38 minutos, ele registrou 17 pontos e 9 assistências na derrota para o Golden State Warriors. Em 6 de novembro, ele registrou 8 pontos e 11 assistências em uma derrota para o Atlanta Hawks. Quatro dias depois, ele registrou seu primeiro duplo-duplo da carreira com 17 pontos e 12 assistências na vitória por 120-105 sobre o Dallas Mavericks, marcando a primeira vitória dos Pelicans na temporada. Ele quebrou seu recorde de assistências pela terceira vez em 20 de novembro, registrando 17 pontos e 13 assistências na vitória por 104-90 sobre o San Antonio Spurs.

### Retorno à Filadélfia (2015–2016)
Em 24 de dezembro de 2015, Smith foi negociado com o Philadelphia 76ers em troca de duas futuras escolhas de segunda rodada do draft.
Em seu primeiro jogo de volta para os 76ers, ele marcou 14 pontos e ajudou a equipe a registrar apenas sua segunda vitória na temporada com uma vitória por 111-104 sobre o Phoenix Suns. Em 9 de janeiro de 2016, ele marcou 28 pontos em uma derrota para o Toronto Raptors. Em 18 de janeiro, ele registrou 16 pontos e 16 assistências em uma derrota por 119-113 na prorrogação para o New York Knicks.

### Detroit Pistons (2016–2019)

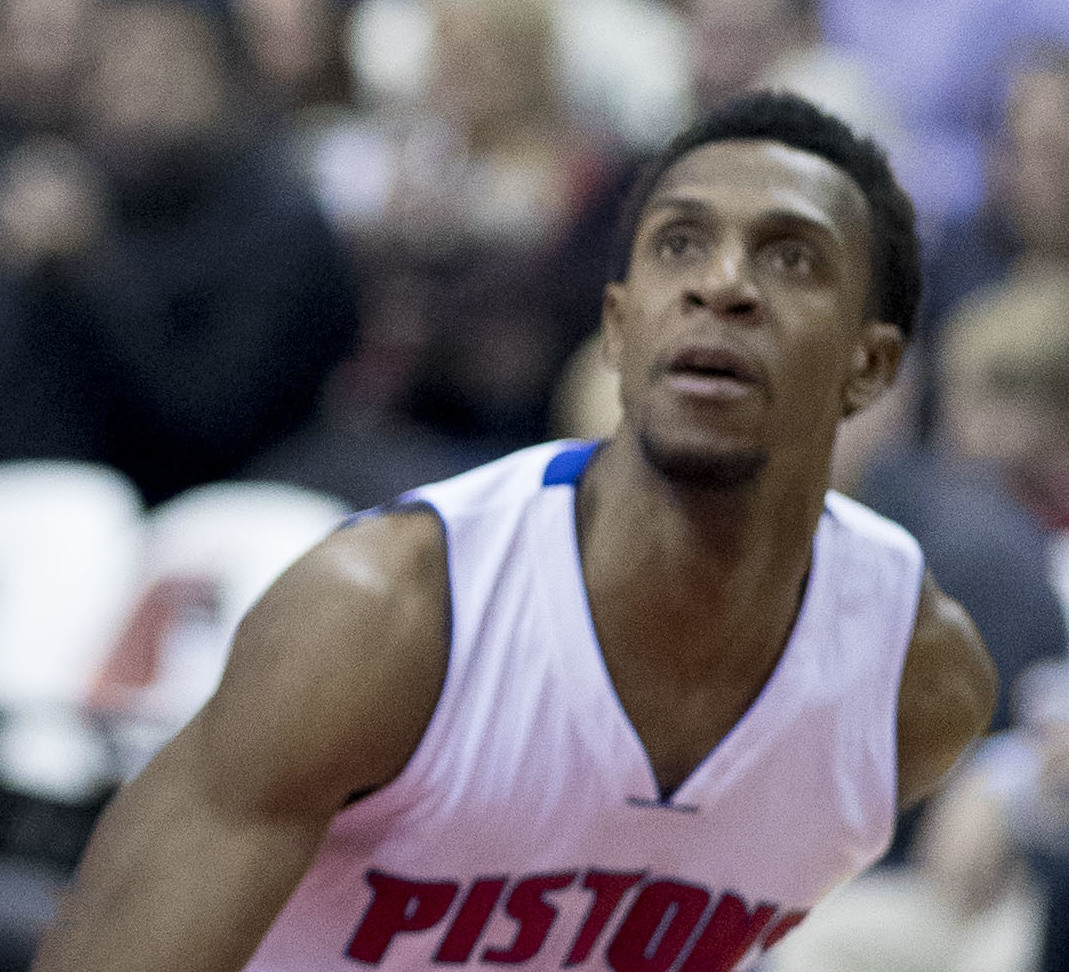
Smith com o Detroit Pistons em 2016

Em 8 de julho de 2016, Smith assinou um contrato de 3 anos e US$18 milhões com o Detroit Pistons, marcando o décimo time pelo qual jogou em 7 temporadas.
Em 23 de fevereiro de 2017, ele teve 15 assistências em uma vitória por 114-108 na prorrogação sobre o Charlotte Hornets, tornando-se o primeiro jogador do Detroit com pelo menos 15 assistências como reserva desde que Kevin Porter teve 19 em janeiro de 1977. Em 3 de fevereiro de 2018, Smith marcou 25 pontos na vitória por 111-107 sobre o Miami Heat.
Em 20 de outubro de 2018, ele marcou todos os 15 pontos no segundo tempo, incluindo a cesta da vitória por 118-116 sobre o Chicago Bulls. Em 14 de janeiro de 2019, ele voltou à ação contra o Utah Jazz depois de perder 19 jogos com uma lesão no músculo adutor.

### Washington Wizards (2019–2021)

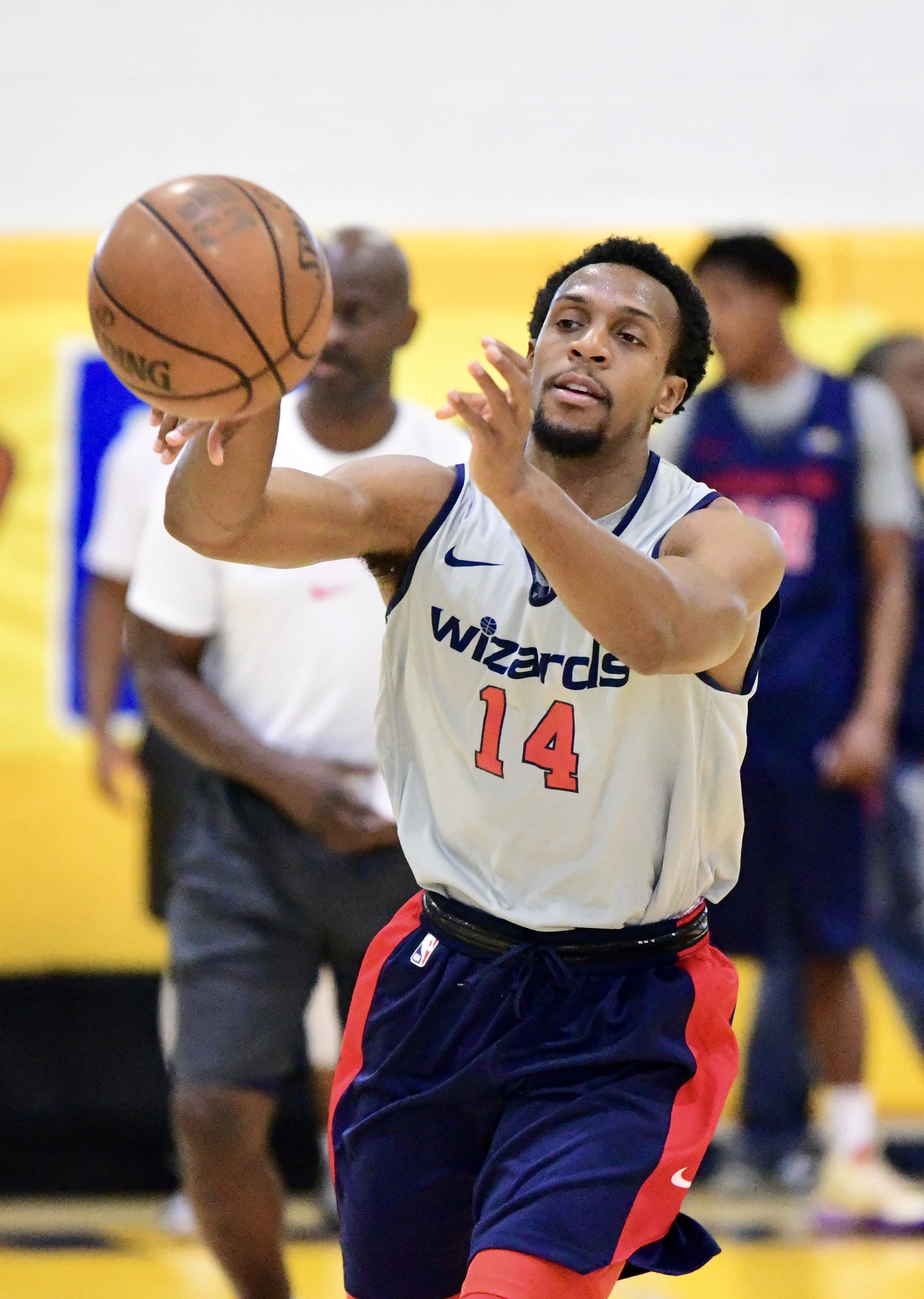
Ish Smith em outubro de 2019

Em 9 de julho de 2019, Smith assinou um contrato de 2 anos e US$12 milhões com o Washington Wizards. Ele jogou seu primeiro jogo com a equipe em 23 de outubro de 2019 e marcou 7 pontos. Isso marca o 11º time pelo qual Smith jogou nas últimas oito temporadas.

### Charlotte Hornets (2021–2022)
Em 7 de agosto de 2021, Smith assinou um contrato de 2 anos e US$9.2 milhões com o time de sua cidade natal, o Charlotte Hornets. A contratação marcou a 12ª franquia da NBA diferente de Smith, juntando-se a Joe Smith, Chucky Brown, Jim Jackson e Tony Massenburg como os únicos jogadores a jogar por 12 equipes diferentes da NBA.

### Retorno a Washington (2022)
Em 10 de fevereiro de 2022, Smith foi negociado, junto com Vernon Carey Jr., para o Washington Wizards em troca de Montrezl Harrell. Como Smith já havia jogado pelo Wizards, isso não aumentou seu recorde da NBA de 12 equipes.

### Denver Nuggets (2022–Presente)
Em 6 de julho de 2022, Smith foi negociado, ao lado de Kentavious Caldwell-Pope, para o Denver Nuggets em troca de Monté Morris e Will Barton. Em 19 de outubro de 2022, Smith fez sua estreia na equipe. Isso marca sua 13ª franquia da NBA em sua carreira, além de cimentá-lo como o único jogador na história da NBA a ter jogado por pelo menos 13 franquias da NBA. Smith fechou a temporada ganhando seu primeiro título quando o Nuggets venceu a final sobre o Miami Heat.

## Vida pessoal
Filho de Gwen e Larry Smith, ele tem três irmãos. Smith é um cristão devoto formado em religião. Ele lê a Bíblia com frequência e reza durante o hino nacional antes dos jogos.

## Estatísticas da carreira

### NBA

#### Temporada regular
| Ano      | Equipe        | PJ  | PT  | MPJ  | AP   | 3P   | LL   | RT  | AS  | BR  | TO | PPJ  |
| -------- | ------------- | --- | --- | ---- | ---- | ---- | ---- | --- | --- | --- | -- | ---- |
| 2010–11  | Houston       | 28  | 3   | 11.8 | .386 | .375 | .700 | 1.5 | 2.3 | .5  | .1 | 2.6  |
| 2010–11  | Memphis       | 15  | 0   | 7.5  | .344 | .000 | .455 | .3  | 1.0 | .3  | .0 | 1.8  |
| 2011–12  | Golden State  | 6   | 1   | 10.5 | .400 | .400 | .500 | 1.5 | 1.5 | .7  | .0 | 4.5  |
| 2011–12  | Orlando       | 20  | 0   | 8.6  | .373 | .250 | .750 | 1.3 | 1.6 | .6  | .1 | 2.3  |
| 2012–13  | Orlando       | 36  | 3   | 10.5 | .336 | .235 | .429 | 1.3 | 1.6 | .4  | .2 | 2.4  |
| 2012–13  | Milwaukee     | 16  | 0   | 8.6  | .395 | .400 | –    | .9  | 1.9 | .5  | .2 | 2.4  |
| 2013–14  | Phoenix       | 70  | 1   | 14.4 | .423 | .043 | .564 | 1.8 | 2.6 | .7  | .2 | 3.7  |
| 2014–15  | Oklahoma City | 30  | 0   | 5.2  | .333 | .200 | .667 | .9  | .9  | .1  | .0 | 1.2  |
| 2014–15  | Philadelphia  | 25  | 14  | 27.1 | .398 | .309 | .583 | 2.9 | 6.1 | 1.3 | .2 | 12.0 |
| 2015–16  | New Orleans   | 27  | 3   | 22.9 | .430 | .303 | .767 | 3.4 | 5.7 | .9  | .2 | 8.9  |
| 2015–16  | Philadelphia  | 50  | 50  | 32.4 | .405 | .336 | .669 | 4.3 | 7.0 | 1.3 | .4 | 14.7 |
| 2016–17  | Detroit       | 81  | 32  | 24.1 | .439 | .267 | .706 | 2.9 | 5.2 | .8  | .4 | 9.4  |
| 2017–18  | Detroit       | 82  | 35  | 24.9 | .486 | .347 | .698 | 2.7 | 4.4 | .8  | .2 | 10.9 |
| 2018–19  | Detroit       | 56  | 0   | 22.3 | .419 | .326 | .758 | 2.6 | 3.6 | .5  | .2 | 8.9  |
| 2019–20  | Washington    | 68  | 23  | 26.3 | .447 | .367 | .721 | 3.2 | 4.9 | .9  | .4 | 10.9 |
| 2020–21  | Washington    | 44  | 1   | 21.0 | .434 | .367 | .576 | 3.4 | 3.9 | .7  | .3 | 6.7  |
| 2021–22  | Charlotte     | 37  | 1   | 13.8 | .395 | .400 | .632 | 1.5 | 2.6 | .5  | .3 | 4.5  |
| 2021–22  | Washington    | 28  | 0   | 22.0 | .457 | .357 | .600 | 3.0 | 5.2 | 1.0 | .5 | 8.6  |
| Carreira | Carreira      | 719 | 167 | 17.4 | .405 | .293 | .633 | 2.1 | 3.4 | .6  | .2 | 6.4  |

#### Playoffs
| Ano      | Equipe     | PJ | PT | MPJ  | AP   | 3P   | LL   | RT  | AS  | BR  | TO  | PPJ |
| -------- | ---------- | -- | -- | ---- | ---- | ---- | ---- | --- | --- | --- | --- | --- |
| 2011     | Memphis    | 5  | 0  | 2.0  | .667 | –    | –    | .4  | .4  | .2  | .0  | .8  |
| 2012     | Orlando    | 1  | 0  | 5.0  | –    | –    | –    | 1.0 | .0  | .0  | 1.0 | .0  |
| 2013     | Milwaukee  | 4  | 0  | 2.8  | .000 | –    | –    | .3  | .8  | .0  | .0  | .0  |
| 2019     | Detroit    | 4  | 0  | 20.3 | .263 | .143 | .750 | 2.8 | 3.5 | .8  | .3  | 6.0 |
| 2021     | Washington | 5  | 0  | 22.2 | .372 | .286 | —    | 3.2 | 2.8 | 1.4 | .4  | 6.8 |
| Carreira | Carreira   | 19 | 0  | 10.4 | .325 | .214 | .750 | 1.5 | 1.5 | .4  | .3  | 2.7 |

### Universitário
| Ano      | Equipe      | PJ  | PT | MPJ  | AP   | 3P   | LL   | RT  | AS  | BR  | TO | PPJ  |
| -------- | ----------- | --- | -- | ---- | ---- | ---- | ---- | --- | --- | --- | -- | ---- |
| 2006–07  | Wake Forest | 31  | 30 | 29.9 | .429 | .354 | .462 | 3.8 | 6.0 | 1.2 | .0 | 8.7  |
| 2007–08  | Wake Forest | 30  | 30 | 32.1 | .426 | .338 | .291 | 3.4 | 4.7 | 1.3 | .1 | 8.6  |
| 2008–09  | Wake Forest | 29  | 0  | 22.0 | .430 | .241 | .789 | 2.7 | 3.4 | .9  | .0 | 6.2  |
| 2009–10  | Wake Forest | 31  | 31 | 36.8 | .420 | .222 | .494 | 4.9 | 6.0 | 1.7 | .6 | 13.2 |
| Carreira | Carreira    | 121 | 91 | 30.2 | .426 | .288 | .509 | 3.6 | 5.0 | 1.2 | .1 | 9.1  |

Fonte:

## Prêmios e Homenagens
NBA
- Campeão da NBA: 2023